# Jakob Egholm
Jakob Egholm (Holbæk, 27 april 1998) is een Deens wielrenner die anno 2025 rijdt bij Airtox-Carl Ras.

## Carrière
In april 2016 werd Egholm vijftiende in de E3 Harelbeke voor junioren, één minuut en veertien seconden achter de Belgische winnaar Jasper Philipsen. Een maand later won hij de eerste etappe van de Trophée Centre Morbihan door in een kleine groep onder meer Dinmoechammed Oelisbajev en Jens Reynders voor te blijven. De leiderstrui die hij hieraan overhield moest hij na de laatste etappe afstaan aan Florentin Lecamus-Lambert, die hem in het eindklassement twintig seconden voorbleef. Egholm won het puntenklassement wel, met een voorsprong van twee punten op Lecamus-Lambert. In oktober nam hij deel aan wegwedstrijd op het wereldkampioenschap. Hier viel hij samen met zijn landgenoot Julius Johansen, op negen kilometer van de finish, aan. Twee kilometer later moest Johansen echter afhaken, waardoor Egholm de laatste zeven kilometer alleen moest afleggen. Het peloton haalde hem niet meer bij, waardoor hij, na Søren Lilholt, de tweede Deense wereldkampioen bij de junioren werd. De Duitser Niklas Märkl won, zeven seconden later, de sprint van het peloton.

## Overwinningen
2016
1e etappe Trophée Centre Morbihan
Puntenklassement Trophée Centre Morbihan
 Wereldkampioen op de weg, Junioren

## Ploegen
- 2017 –  Team Giant-Castelli
- 2018 –  Team Virtu Cycling
- 2019 –  Hagens Berman Axeon
- 2020 –  Hagens Berman Axeon
- 2021 –  Trek-Segafredo
- 2022 –  Trek-Segafredo
- 2023 –  Restaurant Suri-Carl Ras
- 2024 –  Airtox-Carl Ras
- 2025 –  Airtox-Carl Ras

Andersen · Asgreen · Egholm · Fløtten · Guldhammer · Honoré · Jeppesen · Kamp · Krigbaum · Langballe · Larsen · Schultz · Veyhe
Bernard · Brambilla · Ciccone · Conci · Eg · Egholm · Elissonde · Gebreigzabhier · Kamp · Kirsch · De Kort  · Liepiņš · López · Mollema · Mosca · Moschetti · Mullen · A. Nibali · V. Nibali · Pedersen · Quarterman · Reijnen · Ries · Simmons · Skjelmose Jensen · Skujiņš · Stuyven · Theuns · Tiberi · Baroncini (stagiair) · Hellemose (stagiair) · Hoole (stagiair)
Aberasturi · Baroncini · Bernard · Brambilla · Brustenga · Cataldo · Ciccone · Egholm · Elissonde · Gallopin · Gebreigzabhier· Hellemose · Hoelgaard · Hoole · Kamp · Kirsch · Liepiņš · López · Mollema · Mosca · Moschetti · Pedersen · Pellaud · Simmons · Skjelmose Jensen · Skujiņš · Stuyven · Theuns · Tiberi · Tolhoek · Vergaerde · Nys (stagiair) · Vacek (stagiair)